# 디미트리 파예트
플로랑 디미트리 파예트(프랑스어: Florent Dimitri Payet [flɔʁɑ̃ dimitʁi pajɛt], 1987년 3월 29일, 프랑스 레위니옹 생피에르 ~ )는 공격형 미드필더 또는 윙어로 뛰고 있는 프랑스의 축구 선수이다. 프랑스의 해외영토인 레위니옹 출신으로, 어릴 때 지역 유소년 클럽에서 활동하였고, 레위니옹 리그 AS 엑셀시오르에서 2년 동안 선수로 뛰었다. FC 낭트로 이적한 2005년부터 본격적으로 리그 1에서 뛰기 시작하였으며, 현재 캄페오나투 브라질레이루 세리이 A의 바스쿠 다 가마에서 뛰고 있다. 또한 그는 프랑스 U-21 축구 국가대표팀을 거쳐 프랑스 축구 국가대표팀의 일원으로 발탁되었다.

## 수상
프랑스
- UEFA 유럽 축구 선수권 대회 : 준우승 (2016)

개인
- UEFA 유럽 축구 선수권 대회 팀 오브 더 토너먼트 : 2016
- UEFA 유로 2016 맨 오브 더 매치 : vs. 루마니아, vs. 알바니아 (이상 조별리그)